# كونتيسا إنتيلينا
كونتيسا إنتيلينا (بالإيطالية: Contessa Entellina)‏ أو كونديسا (بالألبانية:Kundisa) وذكرها الادريسي باسم قلعة مَورو هي بلدية صغيرة من 1981 نسمة في مقاطعة باليرمو في صقلية في جنوب إيطاليا. تقع في «فالي ديل بيلتشي» 571 متراً فوق مستوى سطح البحر، وتقع على بعد 80 كم من باليرمو و 40 كم من الشاقة.

## السكان
في سنة 1861 بلغ عدد السكان 3٬364 نسمة، وتطور العدد ليصل في سنة 2011 لـ 1٬865 نسمة.
يظهر هذا المخطط البياني تطور النمو السكاني لـ كونتيسا إنتيلينا